# Rue Poissonnière
Rue Poissonnière är en gata i Quartier du Mail och Quartier de Bonne-Nouvelle i Paris andra arrondissement. Gatans namn har sitt ursprung i att man på denna väg, vilken tidigare ledde till Dieppe och Rouen, fraktade fisk (franska: poisson) och skaldjur. Rue Poissonnière börjar vid Rue de Cléry 29 och slutar vid Boulevard Poissonnière 5 och Boulevard de Bonne-Nouvelle 39. 
I hörnet av Rue Poissonnière och Boulevard Poissonnière är biografen Le Grand Rex belägen.

## Omgivningar
- Notre-Dame-de-Bonne-Nouvelle
- Square Jacques-Bidault
- Rue Notre-Dame-de-Bonne-Nouvelle
- Rue de la Ville-Neuve
- Rue de la Lune
- Rue Notre-Dame-de-Recouvrance
- Rue Thorel
- Rue des Degrés

## Bilder
| - Gatuskylt. - Kyrkan Notre-Dame-de-Bonne-Nouvelle. - Square Jacques-Bidault. |

## Kommunikationer
- Tunnelbana – linjerna   – Bonne-Nouvelle
- Busshållplats Poissonnière – Bonne-Nouvelle – Paris bussnät, linjerna 20 39

### Webbkällor
- ”Rue Poissonnière”. Mairie de Paris. https://web.archive.org/web/20160303201854/http://www.v2asp.paris.fr/commun/v2asp/v2/nomenclature_voies/Voieactu/7519.nom.htm. Läst 26 juli 2022.
- ”Rue Poissonnière (2ème arrondissement)”. Les rues de Paris. https://web.archive.org/web/20180213173836/http://www.parisrues.com/rues02/paris-02-rue-poissonniere.html. Läst 26 juli 2022.